# 杨宗祥
杨宗祥（1951年3月—），中华人民共和国企业家，云南祥丰实业集团有限公司董事长，云南省工商联副主席。2018年被评为改革开放40年百名杰出民营企业家。